# Salvatore Contorno
Salvatore "Totuccio" Contorno (nacido el 28 de mayo de 1946) es un exmiembro de mafia siciliana que se convirtió en pentito en octubre de 1984, siguiendo el ejemplo de Tommaso Buscetta. Reveló detalladamente el funcionamiento interno de la mafia siciliana. Sus testimonios fueron cruciales en el Maxi Proceso contra la mafia siciliana en Palermo y en el juicio sobre Pizza Connection en Nueva York a mediados de los 80.

## Sus inicios
Contorno nació en Palermo. En 1975, el carnicero Totuccio Contorno se inició en la familia mafiosa de Santa Maria di Gesù de Palermo, entonces dirigida por Stefano Bontate, miembro influyente de la Comisión. Contorno y Bontate solían ser compañeros de caza en la década de 1960. A pesar de que era solo un "soldado" de su familia mafiosa, Contorno dependía directamente de Bontate. Era uno de sus sicarios de confianza.
Contorno se convirtió en un contrabandista de cigarrillos y traficante de heroína. Sus primos, los hermanos Grado, importaban morfina base de Turquía, la cual era refinada en heroína en los laboratorios de Sicilia. También estuvo implicado en secuestros, por el que fue condenado a 22 años de prisión. De 1976 a 1979, Contorno estaba "exiliado" en Venecia después de completar una pena de prisión por pertenencia a organización criminal. Sin embargo, con frecuencia regresaba a Palermo. En ese momento estaba en bancarrota, debido a que su negocio de carne congelada quebró. Así pues, se pasó al negocio de la heroína.

## Segunda guerra de la mafia
Durante la Segunda guerra de la mafia — cuando los aliados de los corleonesi de Michele Greco y Salvatore Riina atacaron a las familias mafiosas de Palermo — los corleonesi asesinaron al jefe de Contorno, Stefano Bontate, en abril de 1981. En mayo, fueron estrangulados otros 5 miembros de la familia de Santa Maria di Gesù que habían sido atraídos a la finca de Michele Greco. Contorno no se presentó a la fatídica reunión en la finca de Greco. Presintió problemas y se pasó a la clandestinidad.
El 25 de junio de 1981 Contorno escapó por poco de un intento de asesinato de Pino Greco "scarpuzzedda" y Giuseppe Lucchese — los sicarios preferidos de los corleonesi. Los corleonesi emplearon una política de tierra quemada para cazar a Contorno, matando a sus familiares y amigos, para evitar que se escondiera. A pesar de este método, no fueron capaces de encontrarlo, lo que le valió a Contorno el apodo de Coriolano della Floresta, una especie de versión popular siciliana de Robin Hood.

## Informante de la policía
Mientras se ocultaba de las autoridades y de los corleonesi, Contorno envió cartas anónimas a la policía, revelando información sobre la mafia, sus miembros, las distintas facciones y la violenta agitación que estaba viviendo la organización. El superintendente de Policía Antonino Ninni Cassarà desarrolló una relación con Contorno como informante, con el nombre en código de Fonte di Prima Luce.
Contorno fue detenido el 23 de marzo de 1982 en Roma, donde había ido a preparar el asesinato de Giuseppe Pippo Calò,  a quien Contorno consideraba responsable del asesinato de su jefe Stefano Bontate. "Lástima que no tuve éxito", dijo durante el Maxi Proceso. Cuando fue capturado, la policía encontró varias armas, dos coches blindados, decenas de miles de dólares en efectivo, 140 kilogramos de hachís y dos kilos de heroína. La detención probablemente le salvó la vida, haciendo de Contorno uno de los pocos sobrevivientes de las facciones perdedoras de la Segunda guerra de la mafia.
Gracias a las revelaciones de Contorno las autoridades supieron por primera vez quien era realmente Michele Greco y el rango que ocupaba en la organización de la mafia.  Anteriormente había sido considerado solamente un discreto propietario con altos ingresos, a pesar de que venía de una saga familiar de mafiosos. Con la ayuda de Contorno, se creó un mapa de las familias mafiosas de la región de Palermo y un informe sobre sus relaciones cada vez más encontradas y su implicación en el circuito de los estupefacientes (el llamado informe Greco+161, el 13 de julio de 1982). Trabajando en estrecha colaboración con el juez Giovanni Falcone, dos meses después la policía desató una redada de 162 mafiosos buscados por narcotráfico y asesinato.

## Pentito y Maxi Proceso
A pesar de su arresto Contorno se negó a colaborar más con Cassarà y Falcone. Pero, después de la decisión de Tommaso Buscetta de colaborar, Contorno cambió de opinión. Según algunos, Buscetta se reunió con Contorno, quien supuestamente se habría arrodillado y besado la mano de Buscetta. Buscetta le habría puesto la mano sobre el hombro diciéndole: “Está bien, Totuccio, puedes hablar.” Contorno comenzó a colaborar en octubre de 1984, y una semana después fueron elaboradas 127 órdenes de detención contra numerosos mafiosos.
La información proporcionada por Tommaso Buscetta, más la evidencia de Salvatore Contorno llevó al primer Maxi Proceso que involucraría a 475 acusados en diciembre de 1987. Sin embargo, a principios de 1989 sólo 60 de los condenados del Maxi Proceso seguían en la cárcel. Contorno recibió una sentencia reducida de seis años, pues colaboró con la fiscalía.
Mientras que Buscetta proporcionó información importante sobre el funcionamiento interno de la mafia, Contorno resultó más efectivo en calidad de testigo, citando nombres y explicando el entramado del tráfico de la heroína de la mafia. Testificó en un rápido y, a menudo, incomprensible dialecto específico de Palermo, usando la jerga mafiosa, la cual tuvo que ser traducida para el registro oficial.  Mantuvo la sala del tribunal cautivada con su abierto desprecio por la organización a la que había pertenecido. Dijo que era "solo una pandilla de matones y asesinos". Habían matado a una docena de sus familiares directos.

## Pizza Connection
Contorno fue un testigo clave en el juicio sobre Pizza Connection. Accedió a testificar a cambio de la entrada en el programa de protección de testigos de los EE. UU. (en Italia no existía un organismo similar por aquella época). Confirmó la relación directa de los acusados con el tráfico de heroína. Contó que en la primavera de 1980 estuvo presente en una reunión en la fábrica de hierro de Leonardo Greco de Bagheria. Entre los presentes se encontraban cinco de los acusados en el juicio: Salvatore Greco, Giuseppe Ganci, Gaetano Mazzara, Salvatore Catalano y Francesco Castronovo.
Contorno observó a los hombres "sacando dos bolsas de basura de plástico y extrayendo bolsas de polvo blanco en sobres de plásticos transparentes, cada una con pequeños cortes de tijera o con marcas de lápiz o bolígrafo para identificar el propietario. Vertieron muestras del polvo en una botella calentándolas en un plato caliente." Estas mismas muestras serían interceptadas más tarde por la DEA como incautación de 40 kilogramos de heroína del 85% de pureza la cual representaban "8 millones de dólares a precios de importación y por lo menos 80 millones de dólares a precio de calle."
La defensa sugirió en el interrogatorio que Contorno, que temía que iba a ser asesinado en Italia, se inventó su testimonio acerca de la reunión en favor de los fiscales federales, quienes admitieron a Contorno en el programa de protección de testigos de los Estados Unidos.

## Vuelta a Sicilia
Contorno no pudo adaptarse a la vida en el Programa de protección de testigos de los EE. UU. y no fue capaz de mantener a su familia. Volvió a Italia en noviembre de 1988. El 26 de mayo de 1989 Contorno fue arrestado de nuevo en un escondite de una zona llamada "el triángulo de la muerte" (Bagheria, Altavilla y Casteldaccia) cerca de Palermo junto con su primo Gaetano Grado y un arsenal de armas. En las semanas anteriores algunos miembros de las facciones ganadoras de la Segunda guerra de la mafia, aliados con los corleoneses, habían sido asesinados y la policía sospechaba de una posible relación entre la vuelta de Contorno y dichas muertes. El examen de las armas demostró que no fueron utilizadas en los asesinatos.
El asunto se convirtió en un escándalo en julio de 1989, cuando las cartas anónimas firmadas por "Il corvo" afirmaban que el juez Giovanni Falcone y su estrecho colaborador, el inspector de policía Gianni De Gennaro, habían organizado en secreto el regreso de Contorno de los EE. UU. a Sicilia para iniciar una venganza auspiciada por el estado contra los corleonesi. Las acusaciones contra Falcone y De Gennaro resultaron ser falsas, pero Falcone quedó aún más debilitado en su ya difícil posición en la fiscalía de Palermo. En realidad, Contorno estaba en contacto con De Gennaro, antes de su arresto, quien trataba de controlar sus movimientos.

## Dentro y fuera del programa de protección de testigos
En abril de 1994, una poderosa bomba fue descubierta cerca del escondite secreto de Contorno, cerca de Roma en medio de una campaña de los corleonesi contra los colaboradores del Estado. En enero de 1997 Contorno fue detenido de nuevo, debido a su participación en el refinamiento de dos kilogramos de heroína en la década de 1990. Fue condenado a seis años de prisión. En octubre de 1997, fue emitida una orden de arresto contra Contorno por traficar con cocaína junto con su primo Gaetano Grado.
Contorno fue eliminado del programa de protección de testigos italiano, pero readmitido en 2001. En noviembre de 2004, Contorno fue nuevamente detenido por extorsionar a un antiguo compañero de celda,  pero los cargos fueron retirados. Si bien Contorno fue expulsado de la mafia porque había colaborado con las autoridades italianas, mentalmente sigue actuando un mafioso puesto que es la única realidad que conoce. Según el escritor Leonardo Sciascia, Contorno vivió dentro del mundo de la mafia "de la manera que el resto de nosotros vivimos dentro de nuestra propia piel, como si la mafia fuera un estado en el que ha nacido y se mantiene como ciudadano".